# Nacional Atlético Clube (Patos)
El Nacional Atlético Clube es un equipo de fútbol de Brasil que juega en el Campeonato Paraibano, la primera división del estado de Paraíba.

## Historia
Fue fundado el 23 de diciembre de 1961 en el municipio de Patos del estado de Paraíba por un grupo de empleados de gobierno, principalmente de correos y telégrafos, y los colores del club fueron verde y amarillo, pero más tarde reemplazaron el amarillo por el blanco.
Los inicios del club fueron a nivel aficionado y el club estaba compuesto por empleados federales, y más tarde se vuelve profesional para poder jugar en el Campeonato Paraibano, en el cual participa por primera vez en 1965, donde logra ganar el torneo incentivo cuatro veces consecutivas entre los años 1970 y años 1980.
En 1989 se convierte en el primer equipo paraibano en participar en el Campeonato Brasileño de Serie B en 1989, donde fue eliminado en la primera ronda.
En 2007 tras haber perdido cinco finales estatales logra por fin ganar el Campeonato Paraibano por primera vez al vencer en la final al Sousa Esporte Clube, logrando la clasificación para el Campeonato Brasileño de Serie C de 2007 y la Copa de Brasil de 2008 por primera vez. En la tercera división supera la primera ronda como ganador de grupo, y en la segunda ronda clasifica como segundo lugar de su grupo, mismo resultado que obtendría en la tercera ronda, pero en la fase final termina en último lugar entre ocho equipos, muy lejos de los lugares de ascenso a la segunda categoría.
En la Copa de Brasil de 2008 es eliminado en la primera ronda por el Internacional de Porto Alegre del estado de Río Grande del Sur por marcador de 0-4. Ese mismo año gana la copa estatal por primera vez, con lo que logra clasificar a la Copa de Brasil por segundo año consecutivo, en esta ocasión es eliminado en la primera ronda por el Fluminense FC de Río de Janeiro al perder 0-3 en el partido de ida y 0-1 en el de vuelta.
En 2014 abandona el profesionalismo por problemas financieros, regresando al año siguiente tras la elección de una nueva junta directiva.

## Palmarés
- Campeonato Paraibano: 1

2007
- Campeonato Paraibano de Segunda División: 1

2017
- Copa Paraiba: 1

2008

## Jugadores

### Jugadores destacados
- Edmundo[8]
- Carlinhos Paraíba
- Júnior Sertânia[9]